# Девід Тейлор (футболіст, 1965)
Девід Тейлор (англ. David Taylor, нар. 25 серпня 1965) — валлійський футболіст, що грав на позиції нападника. Відомий за виступами в низці валлійських клубів. Кращий бомбардир чемпіонату Уельсу 1993—1994 років та кращий бомбардир усіх європейських футбольних ліг цього сезону.

## Клубна кар'єра
Девід Тейлор розпочав виступи в першості Уельсу в 1992 році в клубі «Конві Юнайтед», протягом сезону відзначився усього 8 забитими м'ячами. Наступним клубом гравця став «Портмадог», у другому сезоні в якому він відзначився 43 забитими м'ячами, що стало кращим результатом серед усіх європейських першостей, проте Золотий бутс у цьому сезоні не присуджували. Усього в чемпіонаті Уельсу за «Портмадог» Тейлор відзначився 58 забитими м'ячами. Наступний сезон футболіст провів у складі клубу «Інтер Кардіфф», пізніше знову грав у складі «Конві Юнайтед», проте його результативність була вже не такою високою. У сезоні 1995—1996 років Тейлор грав у складі клубу «Ньютаун», а вже в наступному сезоні грав у клубі «Голлівел Таун», де також відзначився хорошою результативністю, забивши 18 м'ячів у 31 матчі чемпіонату. далі футболіст удруге грав у складі «Ньютауна», а пізніше у складі «Велшпул Таун» відзначився 14 забитими м'ячами у 38 матчах, проте це був останній сезон для нападника з високою результативністю. Надалі Тейлор грав у складі «Кевн Друїдс» та «Освестрі Таун», проте в їх складі він не зумів узагалі відзначитись забитими м'ячами. З 2007 року Девід Тейлор був граючим тренером у клубі «Кайрсус». 2009 року він тренував жіночу футбольну команду «Рексхем», пізніше був асистентом головного тренера в клубі «Кевн Друїдс».

## Титули і досягнення
Найкращий бомбардир чемпіонату Уельсу (1): 1993–1994 (43)